# Dum Diversas
Dum Diversas è una bolla di papa Niccolò V del 16 giugno 1452. Essa fu scritta, accompagnata dal breve Divino amore communiti, al re del Portogallo Alfonso V.
Il Papa riconosce al re portoghese le nuove conquiste territoriali sulle coste africane dell'Atlantico. Lo autorizza ad attaccare, conquistare e soggiogare i "Saraceni, i pagani e altri nemici della fede"; a catturare i loro beni e le loro terre; a ridurre gli stessi in schiavitù perpetua e trasferire le loro terre e proprietà al re del Portogallo e ai suoi successori.
(Niccolò V, Dum diversas)